# Bisdom Bandung
Het bisdom Bandung (Latijn: Dioecesis Bandungensis) is een rooms-katholiek bisdom met als zetel Bandung, hoofdstad van de provincie West-Java, in Indonesië. Het bisdom is suffragaan aan het aartsbisdom Jakarta. 

## Geschiedenis
Het bisdom werd opgericht op 20 april 1932, als de apostolische prefectuur Bandung, uit delen van het apostolisch vicariaat Batavia. Op 16 oktober 1941 werd het verheven tot apostolisch vicariaat, en op 3 januari 1961 werd het verheven tot bisdom. 

## Parochies
Het bisdom had in 2022 een oppervlakte van 22.883 km2 en telde 28.196.567 inwoners waarvan 0,4% rooms-katholiek was.

## Ordinarii

### Apostolisch vicarissen
- Jacques Hubert Goumans (prefect: 27 mei 1932, apostolisch vicaris: 16 oktober 1941 - 3 maart 1951)

### Bisschoppen
- Pierre Marin Arntz (apostolisch vicaris: 10 januari 1952, bisschop: 3 januari 1961 - 25 april 1984)
- Alexander Soetandio Djajasiswaja (2 juli 1984 - 19 januari 2006)
- Johannes Maria Trilaksyanta Pujasumarta (17 mei 2008 - 12 november 2010)
- Antonius Franciskus Subianto Bunyamin (3 juni 2014 - heden)

## Galerij van afbeeldingen

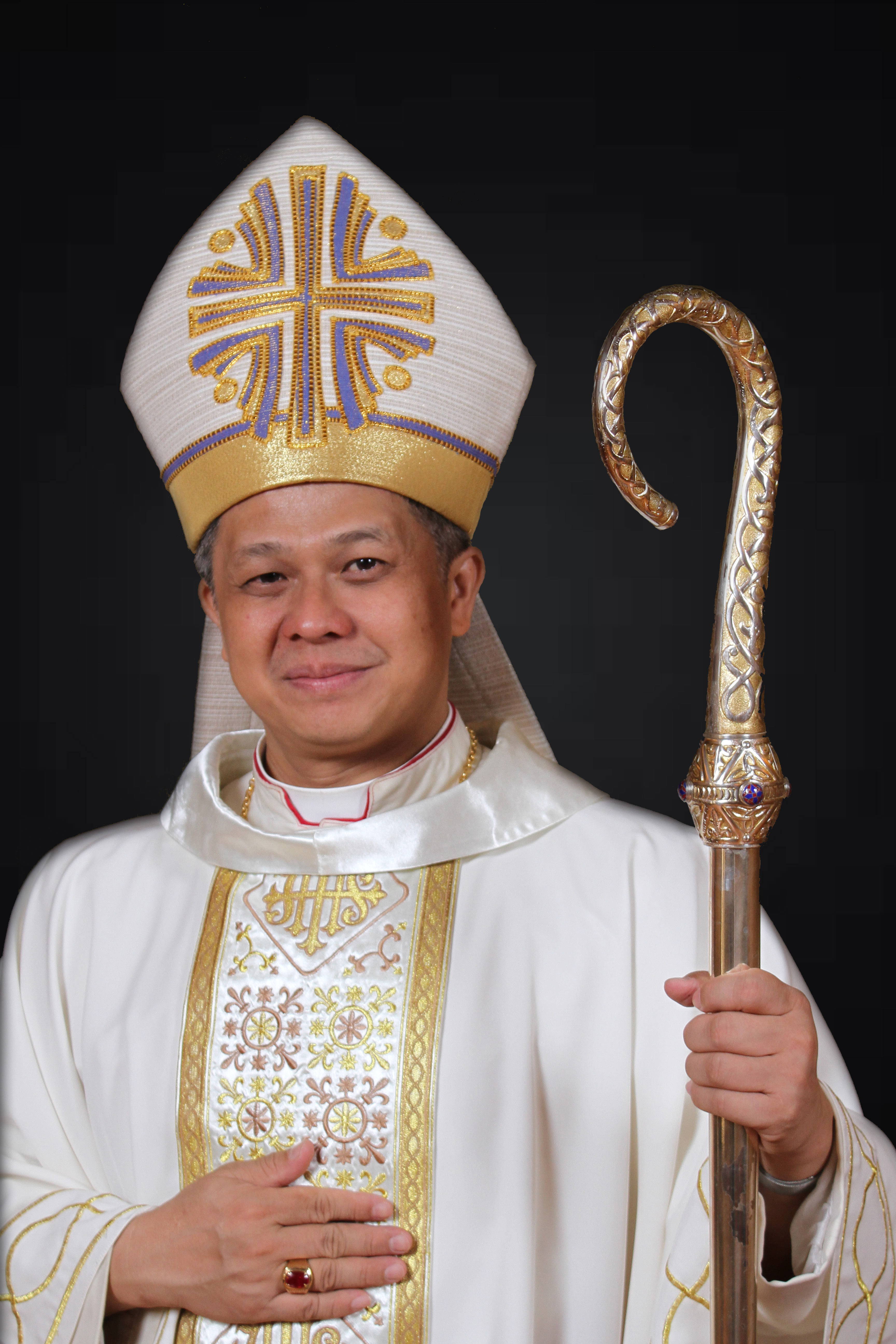
Bisschop Antonius Franciskus Subianto Bunyamin (2014-heden)
Kerkprovincie met aartsbisdom en suffragane bisdommen

Jakarta (aartsbisdom) · Bandung · Bogor